# Stories
Stories er det andet studiealbum af den svenske DJ Avicii. Albummet blev udgivet den 2. oktober 2015, og det er dermed det sidste album i Aviciis levetid, inden han døde i 2018. Albummet var en efterfølger til True fra 2013, og det blev efterfulgt af det posthume album TIM fra 2019. Albummet er produceret af Tim Bergling (Avicii), og co-produceret af Salem Al Fakir, Alex Ebert, Carl Falk, Kristoffer Fogelmark, Martin Garrix, Dhani Lennevald, Albin Nedler, Vincent Pontare og Arash Pournouri i de forskellige numre.
Før albummets udgivelse blev fire singler udgivet: "Waiting For Love", "For A Better Day", "Pure Grinding" og "Broken Arrows". Kort inden albummets udgivelse blev to promoverings singler udgivet: "Ten More Days" og "Gonna Love Ya".

## Baggrund
Bergling begyndte først at arbejde på Stories som en efterfølger til albummet True fra 2013. Den originale plan, var at albummet skulle udgives præcis et år efter True, men grundet Berglings helbredsproblemer, blev albummet udskudt med et år. I et interview med Rolling Stone i juli 2014, fortalte han, at han havde over 70 forskellige sange at vælge imellem. Heriblandt en sang med Billie Joe Armstrong, med navnet "No Pleasing A Woman", en sang med Chris Martin, kaldt "Heaven", der først blev udgivet i 2019 og andre sange med blandt andre Jon Bon Jovi og Wyclef Jean. Samme måned spillede han på Tomorrowland, hvor han blandt andet spillede alternative versioner af "City Lights", "Trouble" og "For A Better Day", som alle endte med at blive udgivet på albummet.
Ved Ultra Music Festival i 2015, spillede Bergling flere nye sange fra albummet for første gang. Heriblandt "Waiting For Love", "Can't Catch Me","True Believer" og "Sunset Jesus" (som instrumental under navnet RaqAttack), men også en demo "Can't Love You Again" med Tom Odell, der aldrig blev udgivet.
Den første single, "Waiting For Love", der er co-produceret af den hollandske DJ Martin Garrix, blev udgivet den 22. maj 2015. I juli 2015, fortalte Bergling via. Twitter, at han havde færdiggjort albummet efter to års arbejde.Den 28. august 2015 blev singlerne "For A Better Day" og "Pure Grinding" udgivet sammen i en EP. Sammen med EP'en blev albummets fulde trackliste også udgivet.Den 29. september 2015, blev albummets fjerde single, "Broken Arrows" udgivet. Dagen efter blev singlen "Ten More Days" udgivet. Sammen med albummet blev den sidste single, "Gonna Love Ya" udgivet den 2. oktober 2015.

## Trackliste
| #   | Titel                    | Længde |
| --- | ------------------------ | ------ |
| 1.  | "Waiting For Love"       | 3:50   |
| 2.  | "Talk To Myself"         | 3:55   |
| 3.  | "Touch Me"               | 3:06   |
| 4.  | "Ten More Days"          | 4:05   |
| 5.  | "For A Better Day"       | 3:26   |
| 6.  | "Broken Arrows"          | 3:52   |
| 7.  | "True Believer"          | 4:48   |
| 8.  | "City Lights"            | 6:28   |
| 9.  | "Pure Grinding"          | 2:51   |
| 10. | "Sunset Jesus"           | 4:24   |
| 11. | "Can't Catch Me"         | 3:59   |
| 12. | "Somewhere In Stockholm" | 3:22   |
| 13. | "Trouble"                | 2:51   |
| 14. | "Gonna Love Ya"          | 3:35   |

## Credits
Fra den officielle Stories-vinyl:

### Waiting For Love
Skrevet af Tim Bergling (Avicii), Simon Aldred, Salem Al Fakir, Vincent Pontare og Martin Garrix.
Produceret af Tim Bergling
Vokaler af Simon Aldred
Produceret og skrevet i PRMD Studios i Stockholm og Erlington Ave Studious i Manchester

### Talk To Myself
Skrevet af Tim Bergling, Sterling Fox, Alex Drury og Matt Hartke
Produceret af Tim Bergling og Carl Falk
Vokaler af Sterling Fox. Vokal-produktion af Vincent Pontare og Salem Al Fakir i Gottefar Studios i Stockholm
Produceret og skrevet i PRMD Studios i Stockholm og Silver Scream i New York

### Touch Me
Skrevet af Tim Bergling, Adriano Buffone, Gerrard O'Connell, Celeste Waite og Ash Pournouri
Produceret af Tim Bergling
Vokaler af Celeste Waite. Vokal-produktion af Adriano Buffone
Produceret og skrevet i PRMD Studios i Stockholm

### Ten More Days
Skrevet af Tim Bergling, Simon Aldred og Zak Zilesnick
Produceret af Tim Bergling
Vokaler af Zak Abel
Produceret og skrevet i PRMD Studios i Stockholm og Erlington Ave Studious i Manchester

### For A Better Day
Skrevet af Tim Bergling og Alex Ebert
Produceret af Tim Bergling. Yderligere produktion af Alex Ebert
Vokaler af Alex Ebert
Produceret og skrevet i PRMD Studios i Stockholm og Frenchman Street Studios i New Orleans

### Broken Arrows
Skrevet af Tim Bergling, Zac Brown, Niko Moon, Rami Yacoub og Carl Falk
Produceret af Tim Bergling og Carl Falk
Vokaler af Zac Brown
Produceret og skrevet i PRMD Studios i Stockholm og Southern Ground i Nashville

### True Believer
Skrevet af Tim Bergling og Chris Martin
Produceret af Tim Bergling
Vokaler af Tim Bergling. Klaver og omkvæds-vokaler af Chris Martin
Produceret og skrevet i PRMD Studios i Stockholm og Woodshed Studios i Malibu

### City Lights
Skrevet af Tim Bergling, Jonas Wallin og Noonie Bao
Produceret af Tim Bergling
Vokaler af Jonas Walling og Noonie Bao
Produceret og skrevet i PRMD Studios i Stockholm

### Pure Grinding
Skrevet af Tim Bergling, Earl Johnson P/K/A Earl St. Clair, Kristoffer Fogelmark og Albin Nedler
Produceret af Tim Bergling. Co-produceret af Kristoffer Fogelmark og Albin Nedler
Vokaler af Earl St. Clair og Kristoffer Fogelmark
Produceret og skrevet i PRMD Studios i Stockholm, Temple Base i Los Angeles og Kringlet Studios i Stockholm

### Sunset Jesus
Skrevet af Tim Bergling, Carl Falk, Rami Yacoub, Mike Posner, Gawin DeGraw, Dhanni Lennevald, Sandro Cavazza og Savian Kotecha
Produceret af Tim Bergling. Yderligere produktion af Dhanni Lennevald
Vokaler af Sandro Cavazza
Produceret og skrevet i PRMD Studios i Stockholm og Kringlet Studios i Stockholm

### Can't Catch Me
Skrevet af Tim Bergling, Matthew Miller, Wyclef Jean og Mike Einziger
Produceret af Tim Bergling
Vokaler af Matisyahu og Wyclef Jean
Produceret og skrevet i PRMD Studios i Stockholm og Henson Recording Studios i Los Angeles

### Somewhere In Stockholm
Skrevet af Tim Bergling, Daniel Adams-Ray, Henrik Jonback, Jonas Wallin og Petter Tarland
Produceret af Tim Bergling
Vokaler af Daniel Adams-Ray
Produceret og skrevet i PRMD Studios i Stockholm og Nokay Studios i Stockholm

### Trouble
Skrevet af Tim Bergling, Wayne Hector, Rami Yacoub og Carl Falk
Produceret af Tim Bergling
Vokaler af Wayne Hector
Produceret og skrevet i PRMD Studios i Stockholm og Kinglet Studios i Stockholm

### Gonna Love Ya
Skrevet af Tim Bergling, Sandro Cavazza, Dhanni Lennevald, Ash Pournouri og Marcus Thunberg Wessel
Produceret af Tim Bergling og Dhanni Lennevald
Vokaler af Sandro Cavazza
Produceret og skrevet i PRMD Studios i Stockholm og Kringlet Studios i Stockholm

## Hitlister
| Hitliste (2015)                        | Højeste position |
| -------------------------------------- | ---------------- |
| Australien (ARIA)                      | 10               |
| Østrig (Ö3 Austria)                    | 6                |
| Belgien (Ultratop Flanderen)           | 7                |
| Belgien (Ultratop Vallonien)           | 14               |
| Canadiske Albummer (Billboard)         | 3                |
| Tjekkiet (ČNS IFPI)                    | 25               |
| Danmark (Album Top-40)                 | 9                |
| Holland (Album Top 100)                | 7                |
| Finland (Musiikkituottajat)            | 10               |
| Frankrig (SNEP)                        | 19               |
| Tyskland (Offizielle Top 100)          | 8                |
| Ungarn (MAHASZ)                        | 11               |
| Irland (IRMA)                          | 11               |
| Italien (FIMI)                         | 14               |
| Japanese Albums (Oricon)               | 9                |
| New Zealand (RIANZ)                    | 23               |
| Norwegian Albums (VG-lista)            | 1                |
| Skotland (OCC)                         |                  |
| South Korean Albums (Gaon)             | 42               |
| Spanien (PROMUSICAE)                   | 17               |
| Sverige (Sverigetopplistan)            | 1                |
| Schweiz (Schweizer Hitparade)          | 3                |
| Storbritannien (OCC)                   | 9                |
| UK Dance Albummer (OCC)                | 3                |
| US Billboard 200                       | 17               |
| US Dance/Electronic Albums (Billboard) | 1                |
| US Digital Albums (Billboard)          | 8                |
| Hitliste (2018)                        | Højeste position |
| Finland (Musiikkituottajat)            | 4                |
| Irland (IRMA)                          | 10               |

| Hitliste (2015)                    | Position |
| ---------------------------------- | -------- |
| Swedish Albums (Sverigetopplistan) | 3        |

| Hitliste (2016)                    | Position |
| ---------------------------------- | -------- |
| Swedish Albums (Sverigetopplistan) | 11       |

| Hitliste (2017)                    | Position |
| ---------------------------------- | -------- |
| Japanese Albums (Billboard Japan)  | 42       |
| Swedish Albums (Sverigetopplistan) | 66       |

| Hitliste (2018)                    | Position |
| ---------------------------------- | -------- |
| Swedish Albums (Sverigetopplistan) | 10       |

| Hitliste (2019)                    | Position |
| ---------------------------------- | -------- |
| Swedish Albums (Sverigetopplistan) | 38       |

| Hitliste (2020)                    | Position |
| ---------------------------------- | -------- |
| Swedish Albums (Sverigetopplistan) | 88       |

| Hitliste (2021)                    | Position |
| ---------------------------------- | -------- |
| Swedish Albums (Sverigetopplistan) | 89       |